# Pietro Parolin
Pietro Parolin (Schiavon, 1955. január 17. –) olasz katolikus püspök, bíboros, szentszéki diplomata. 2013. október 15. óta pápai államtitkár. Tagja a Bíborosi Tanácsnak, tisztségei révén a Római Kúria egyik legbefolyásosabb személye. Ő vezette a 2025-ös pápai konklávét.

## Pályafutása

### Szentszéki diplomata
Pietro Parolin 1955. január 17-én született a venetói Schiavonban, egy háromgyermekes családba. Édesapját tízéves korában egy autóbalesetben elvesztette. Pappá szentelésére 1980. április 27-én került sor. Ezt követően Rómába került, ahol a Gregoriana Pápai Egyetemen kánonjogot, a Pápai Egyházi Akadémián pedig diplomáciát tanult. 1986-ban állt a Szentszék diplomáciai szolgálatába.
2002-ig Nigériában, Mexikóban és Rómában teljesített szolgálatot. Ekkor II. János Pál pápa a szentszéki Államtitkárság Államokkal való Kapcsolatok Részlegének altitkárává nevezte ki. E tisztséget 2009. augusztus 17-ig töltötte be. Ez idő alatt vezette a Vietnámmal folytatott tárgyalásokat, valamint jelentős szerepet játszott az izraeli-palesztin béketárgyalások felélesztésben és a Kína-Vatikán kapcsolatok újrafelvételében.
2009-ben XVI. Benedek pápa Venezuela apostoli nunciusáva nevezte ki. A pápa ez év szeptember 12-én püspökké szentelte.

### Pápai államtitkár
2013. augusztus 31-én Ferenc pápa bejelentette, hogy október 15-től Parolin veszi át Tarcisio Bertone bíboros helyét az Államtitkárság élén. Ezzel Eugenio Pacelli 1929-es kinevezése óta az 58 éves Parolin lett a legfiatalabb államtitkár. A pápa még ebben az évben a Püspöki Kongregáció, 2014 februárjában pedig a Keleti Egyházak Kongregációja tagjává nevezte ki. Ugyanebben a hónapban bíborossá kreálta, majd a Népek Evangelizációjának Kongregációja és a Hittani Kongregáció, júliusban pedig a Bíborosi Tanács tagjai közé is meghívta, ezzel Ferenc pápa legszűkebb tanácsadó testületének is tagja lett. 2016-tól tagja a Istentiszteleti és Szentségi Kongregációnak is. Ferenc pápa 2018. június 26-án püspök-bíborosi rangra emelte. Római címtemploma a Santi Simone e Giuda Taddeo a Torre Angela.
Parolin államtitkárként a Szentszék diplomáciai ügyeinek koordinátora. E minőségében főszerepet játszott abban, hogy a Szentszék közvetítésével az USA és Kuba viszonya hosszú évtizedek után normalizálódni látszik. John Kerry külügyminiszter római látogatása alkalmával újra felszólította az Egyesült Államokat a guantánamói fogolytábor felszámolására. 2014-ben Nicolás Maduro venezuelai elnök meghívta, hogy közvetítsen a polgárháborús viszonyba süllyedő országban az elnök és az ellenzékiek között.
A kopt keresztények ellen elkövetett 2015-ös terrorcselekmények után fegyveres fellépést sürgetett Líbia ellen, ugyanakkor hangsúlyozta, hogy kizárólag a nemzetközi jognak megfelelően, és az ENSZ égisze alatt szabad beavatkozni.

#### A Vatikán–Kína-megállapodás
Ő vezette a tárgyalásokat a Kínai Népköztársasággal, melynek eredményeként 2018-ban közös egyezményt írt alá a két fél. A megállapodást súlyos kritikák övezték. Egyrészről lehetőséget teremt az évtizedek óta illegalitásban élő, „föld alatti“ kínai katolikus egyház helyzetének normalizálására. Ellenzői szerint viszont túl nagy befolyást enged a kommunista pártnak, illetve az általa kinevezett, korábban kiközösítéssel sújtott püspököknek. Az egyezménnyel és Parolinnal kapcsolatban igen éles kritikát fogalmazott meg Joseph Zen bíboros, nyugalmazott hongkongi érsek, aki XVI. Benedek tanácsadója volt az ügyben. „Ferenc pápa nem ismeri az igazi kínai Kommunista Pártot, de Parolinnak kellene. Annyi évet volt ott [az Államtitkárságon], hogy muszáj ismernie. Talán örül, hogy optimizmusra bírja a pápát a kérdésben... De ez nagyon veszélyes. [...] Úgy tűnik az államtitkár mindenképpen megegyezést akar. Olyan optimista. Ez veszélyes. [...] A diplomáciában hisz, nem pedig a hitünkben.“
Parolin a kritikák ellenére kiállt a megegyezés mellett, arra szólítva fel a kínai katolikusokat, hogy keressék az egység felé vezető utat. „Azt kérjük ezért tőletek, hogy senki ne ragaszkodjon az ellentmondás lelkületéhez, hogy elítélje testvérét, vagy a múltat ürügyként használja arra, hogy új rossz érzéseket, bezárkózást szítson. [...] Az Egyház soha nem felejti el a kínai katolikusok múlt- és jelenbeli próbatételeit, szenvedéseit. Mindez nagy kincs az egyetemes Egyház számára.“ A kínai bíboros egy későbbi nyílt levelében úgy reagált rá: „Tudja ez a kicsinyhitű, milyen az igazi fájdalom? A testvérek Kínában nem félnek elveszíteni a házaikat és tulajdonaikat, nem félnek a bebörtönzéstől, és nem félnek még a vérük kiontásától sem. A legnagyobb fájdalmuk az, hogy elárulják őket a «családtagjaik»!“

## Nézetei
Parolin nézeteit tekintve igen közel áll Ferenc pápához. Gyakran felszólal a háború és kizsákmányolás ellen, hangsúlyozza az államok felelősségét a globális felmelegedés kapcsán, melyet az egyik legégetőbb problémaként határoz meg.
Ugyanígy kitart a Katolikus Egyház hagyományos társadalmi tanítása mellett az abortusz, az eutanázia és a melegházasság elutasítása kapcsán, megerősítve, hogy „az Egyház álláspontja teljesen világos ebben az erkölcsi kérdésben“. Az azonosneműek házasságát legalizáló 2015-ös írországi népszavazás kapcsán elmondta, hogy nagyon elszomorította az eredmény. „Azt gondolom, hogy nem csak a keresztény elvek vereségéről beszélünk, hanem az egész emberiség vereségéről.“
A papi cölibátus kapcsán Parolin egyértelműen annak megtartása mellett foglal állást, egyúttal azonban azt is elismeri, hogy az nem tartozik a megváltoztathatatlan dogmák közé, így nyitottnak kell lenni a párbeszédre. Ugyanakkor a hagyomány és a folytonosság fontosságára is felhívta a figyelmet e kérdésben. Kiemelte, hogy a világ egyes tájain fellépő paphiányra szerinte nem az a helyes megoldás, ha „Istennek ezt az ajándékát elvetjük“.
Egy 2017-es interjúban kifejtette, hogy a migráció próbára teszi a „szolidaritás és szubszidiaritás lelkületét“ a „mély betegségben szenvedő“ Európában. Ugyanakkor elismerte, hogy komoly biztonsági kockázatot is hordoz magában, hiszen a szegénység, munkanélküliség és a marginalizálódott társadalom táptalaja a terrorizmusnak. Ez ellen a kontinens lelki megújulásával lehetne küzdeni, hiszen Európa a második világháború óta elfelejtette keresztény alapjait, pedig „ezek a gyökerek Európa éltető elemei“.
2022-ben megkapta a Magyar Érdemrend nagykeresztje kitüntetést.